# Publix
Publix Super Markets, Inc., beskrivs oftast som bara Publix, är en amerikansk anställds-ägd detaljhandelskedja som har sina verksamheter i de södra delarna av USA. Företaget har sammanlagt 1 136 snabbköp i delstaterna Alabama, Florida, Georgia, North Carolina, South Carolina, Tennessee och Virginia. Publix ägs av omkring 103 000 anställda via Publix Asset Management Company.
Den amerikanska ekonomitidskriften Forbes rankade Publix till den åttonde största privata företaget i USA efter omsättning för år 2016.